# Ictaluridae

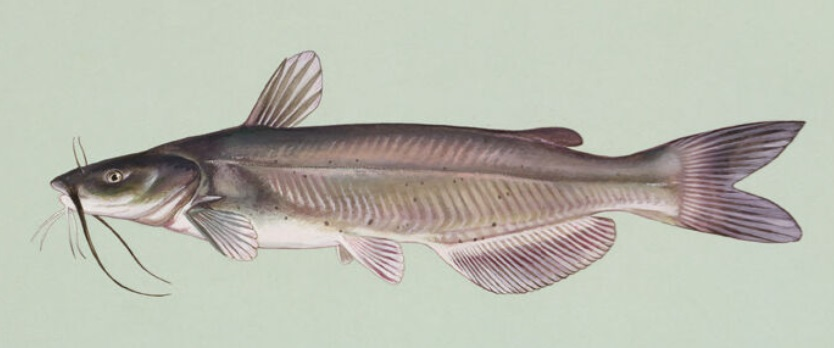
Ictalurus punctatus

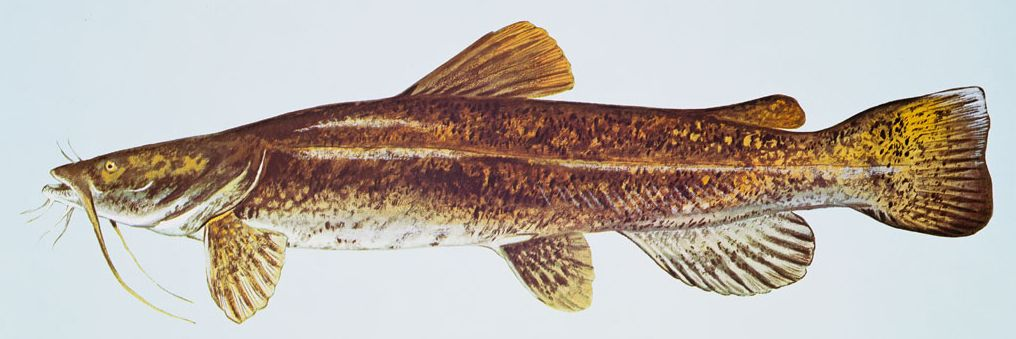
Pylodictis olivaris

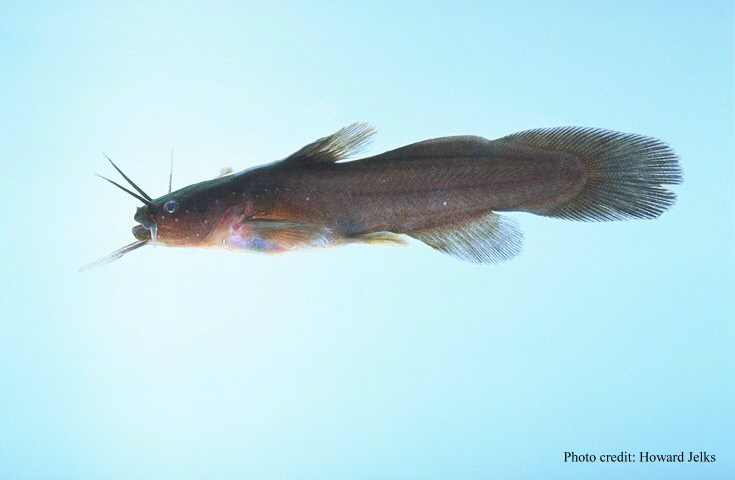
Noturus gyrinus

Los bagres de agua dulce son la familia Ictaluridae de peces de agua dulce, incluida en el orden Siluriformes, distribuidos por ríos y lagos de América del Norte. Su nombre procede del griego: ichthys (pez) + ailouros (gato), Se distribuyen por la mayor parte de América del Norte, desde el sur de Canadá hasta Guatemala.

## Morfología
La cabeza presenta ocho barbas: dos nasales, dos maxilares y otras cuatro en la barbilla; piel desnuda sin escamas; tienen una espina en la parte anterior de las aletas dorsal -excepto el género Pritella- y pectorales, la dorsal con unos 6 radios blandos; no tienen dientes en el palatino; se conocen tres especies no descritas sin ojos, habitantes de aguas profundas.
Pueden alcanzar gran tamaño, con una longitud máxima descrita de 160 cm para Ictalurus furcatus y Pylodictis olivaris.

## Importancia para los humanos
Algunas especies de esta familia forman parte del folclor sureño de los Estados Unidos, donde es considerado como un símbolo entre los pescadores, para los que su pesca es un arte tradicional y deportivo más que como simple fuente de alimentación, debiendo realizarse con tecnologías pesqueras tradicionales.

## Géneros y especies
Existen 51 especies válidas, agrupadas en 7 géneros:
- Género Ameiurus (Rafinesque, 1820)
  - Ameiurus brunneus (Jordan, 1877)
  - Ameiurus catus (Linnaeus, 1758) - Barbú cabezón.
  - Ameiurus melas (Rafinesque, 1820) - Bagre torito negro.
  - Ameiurus natalis (Lesueur, 1819) - Bagre torito amarillo.
  - Ameiurus nebulosus (Lesueur, 1819) - Barbú torito.
  - Ameiurus platycephalus (Girard, 1859)
  - Ameiurus serracanthus (Yerger y Relyea, 1968)

- Género Ictalurus (Rafinesque, 1820)
  - Ictalurus australis (Meek, 1904) - Bagre del Pánuco.
  - Ictalurus balsanus (Jordan y Snyder, 1899) - Bagre del Balsas.
  - Ictalurus dugesii (Bean, 1880) - Bagre del Lerma.
  - Ictalurus furcatus (Valenciennes, 1840) - Bagre azul.
  - Ictalurus lupus (Girard, 1858) - Bagre lobo.
  - Ictalurus mexicanus (Meek, 1904) - Bagre del Río Verde.
  - Ictalurus ochoterenai (de Buen, 1946) - Bagre de Chapala.
  - Ictalurus pricei (Rutter, 1896) - Bagre de Yaqui.
  - Ictalurus punctatus (Rafinesque, 1818) - Bagre de canal, Azul o Barbú moteado.

- Género Noturus (Rafinesque, 1818)

Es el género más numeroso, con 30 especies que pueden consultarse en su artículo principal.
- Género Prietella (Carranza, 1954)
  - Prietella lundbergi (Walsh y Gilbert, 1995) - Bagre ciego duende.
  - Prietella phreatophila (Carranza, 1954) - Bagre ciego de Múzquiz.

- Género Pylodictis (Rafinesque, 1819)
  - Pylodictis olivaris (Rafinesque, 1818) - Pintontle o Bagre piltonte.

- Género Satan (Hubbs y Bailey, 1947)
  - Satan eurystomus (Hubbs y Bailey, 1947)

- Género Trogloglanis (Eigenmann, 1919)
  - Trogloglanis pattersoni (Eigenmann, 1919)

También existe un género extinguido en la actualidad:
- † Astephus